# Trường Nghiệp đoàn ADGB
Trường Nghiệp đoàn ADGB (Bundesschule des Allgemeinen Deutschen Gewerkschaftsbundes)  là một tổ hợp trung tâm đào tạo tại Bernau bei Berlin, Đức. Nó được xây dựng cho Tổng Liên đoàn Công đoàn Đức cũ từ năm 1928 đến năm 1930. Đây là một ví dụ sách giáo khoa về kiến trúc theo Chủ nghĩa chức năng của Bauhaus xét về cả trong một công trình hoàn chỉnh lẫn phép đo phân tích và tiếp cận cộng tác được sử dụng để phát triển thiết kế và hoàn thành dự án. Bên cạnh tòa nhà Bauhaus Dessau đây là dự án lớn thứ hai do Bauhaus đảm nhận.
Nó được thiết kế bởi hiệu trưởng Bauhaus Hannes Meyer cùng với Hans Wittwer, người đã giảng dạy lý thuyết xây dựng Bauhaus cùng với Meyer. Hai kiến trúc sư người Thụy Sĩ này cũng đã từng làm việc cùng nhau tại quê hương của họ ở Basel. Các sinh viên từ khóa học lý thuyết xây dựng và các lĩnh vực khác của Bauhaus cũng tham gia vào việc thiết kế, xây dựng và lắp đặt nội thất của khu phức hợp.
Vào năm 2017, Trường Nghiệp đoàn ADGB đã được UNESCO công nhận là Di sản thế giới như là một phần của "Bauhaus và các địa điểm của nó ở Weimar, Dessau và Bernau".

## Mục đích
Trường được xây dựng để đào tạo cán bộ quản lý và lãnh đạo phong trào công đoàn các ngành bao gồm luật lao động, vệ sinh công nghiệp, quản lý và kinh tế. Khu phức hợp bao gồm chỗ ở và ăn uống cho cả các cán bộ giảng dạy lẫn học viên, các cơ sở thể thao và bể bơi ngoài trời.

## Lịch sử
Trường mở cửa vào ngày 4 tháng 5 năm 1930 có thể chứa được 120 học viên ở trong các phòng hai giường đơn. Vào ngày 2 tháng 5 năm 1933, ngôi trường bị Đức Quốc xã tịch thu. Cho đến khi Chiến tranh thế giới lần thứ hai kết thúc, đây là địa điểm để đào tạo các thủ lĩnh của Schutzstaffel (Đội phòng vệ), Sicherheitsdienst (Cục An ninh) và Gestapo ((Mật vụ). Vào cuối thế chiến, mùa xuân năm 1945, địa điểm này nằm trong vùng chiếm đóng của Liên Xô. Quân đội Liên Xô sử dụng nó như một bệnh xá tạm thời và nhà ở quân sự.
Vào mùa xuân năm 1946, tòa nhà được trao cho Liên đoàn Công đoàn Tự do Đức (FDGB), một tổ chức của Đông Đức. Trong thời kỳ Đức Quốc xã và Liên Xô chiếm đóng, ngôi trường đã bị hư hại nghiêm trọng. Vì vậy, công việc sửa chữa dài hạn đã được bắt đầu. Năm 1947, ngôi trường mở cửa với tên gọi Trường Nghiệp đoàn Theodor Leipart (FDGB). Tháng 1 năm 1952 nó lại được đổi tên thành Đại học Công đoàn Fritz Heckert.
Vào đầu những năm 1950, kiến trúc sư Georg Waterstadt đã được ký hợp đồng xây dựng một tòa nhà lớn thứ hai trên địa điểm này để mở rộng trường FDGB. Tòa nhà mới này nằm song song với khu rừng được phát quang và được ốp bằng gạch màu tối hơn so với tổ hợp của hai kiến trúc sư Meyer và Wittwer. Waterstadt thể hiện sự tôn trọng với các kiến trúc sư và khu phức hợp ban đầu nên ông cũng thiết kế tòa nhà mới này theo phong cách chủ nghĩa chức năng và sử dụng hành lang bằng kính. Tuy nhiên, ông cũng thực hiện những thay đổi lớn đối với chính tòa nhà của Meyer và Wittwer, bao gồm cả việc thay đổi lối vào tòa nhà.
Năm 1977, chính phủ Cộng hòa Dân chủ Đức đã xếp hạng cho cả hai tòa nhà của Waterstadt, Meyer và Wittwer là Di tích lịch sử, mặc dù chỉ có tổ hợp công trình của Meyer và Wittwer mới là một phần của Di sản thế giới Bauhaus. Trước khi Tái thống nhất nước Đức, FDGB đã bị giải thể vào tháng 5 năm 1990. Trường bị đóng cửa vào tháng 9 năm 1990. Tài sản của FDGB cũ ban đầu được quản lý bởi một công ty quản lý tài sản, công ty này tạm thời cho các tổ chức khác thuê lại. Từ tháng 8 năm 1991, ngôi trường được Brandenburg cho thuê dài hạn như là một môi trường hành chính công khai trương vào tháng 1 năm 1992 sau quá trình cải tạo.
Năm 1996, chính quyền tiểu bang tiếp quản khu phức hợp và đôi khi nó vẫn bị bỏ không. Năm 2001, tòa nhà Meyer Wittwer đã được thuê lại để làm trung tâm đào tạo và chính thức hoạt động từ năm 2007 khi dự án cải tạo lớn hoàn thành.

## Kiến trúc

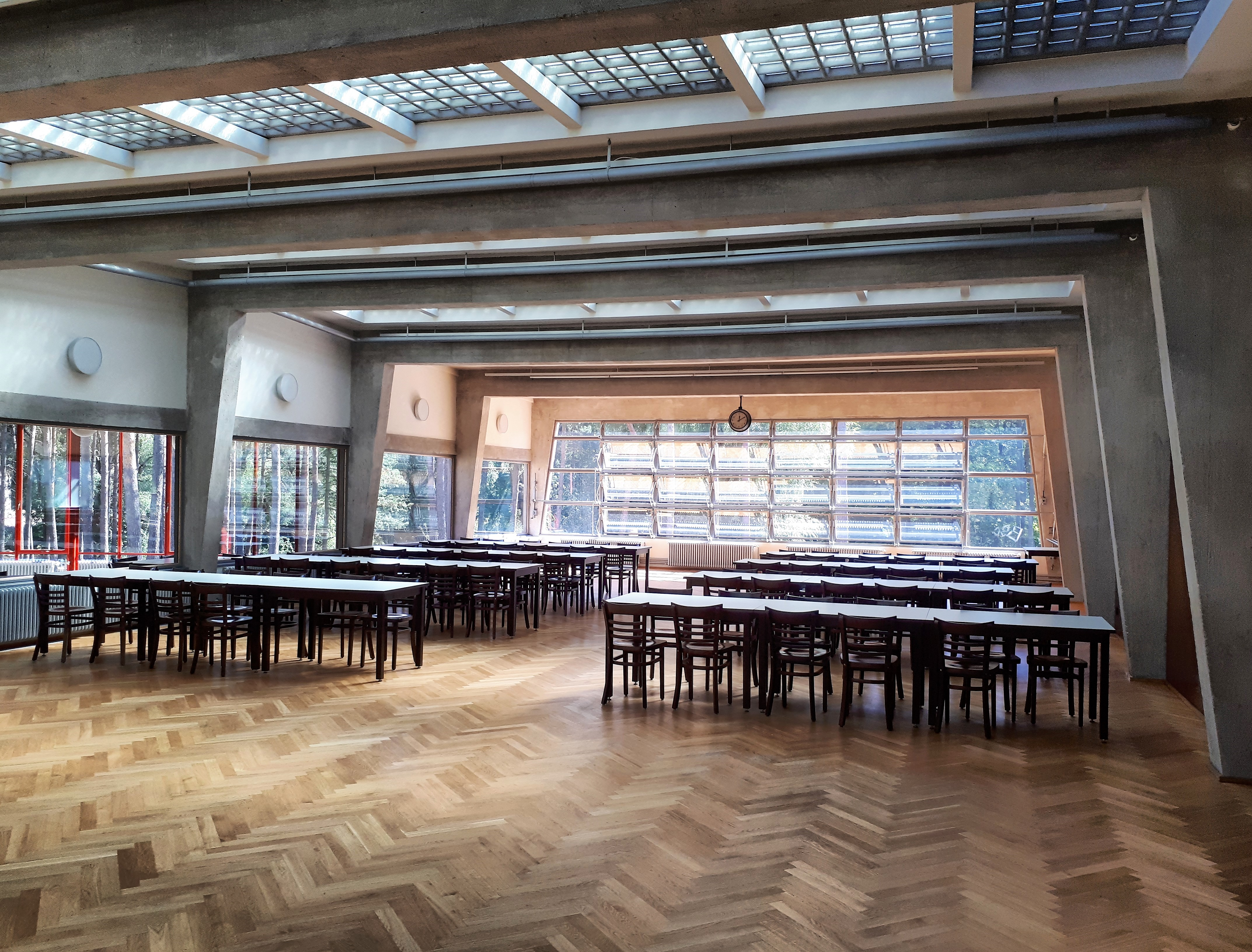
Phòng ăn nhà trường

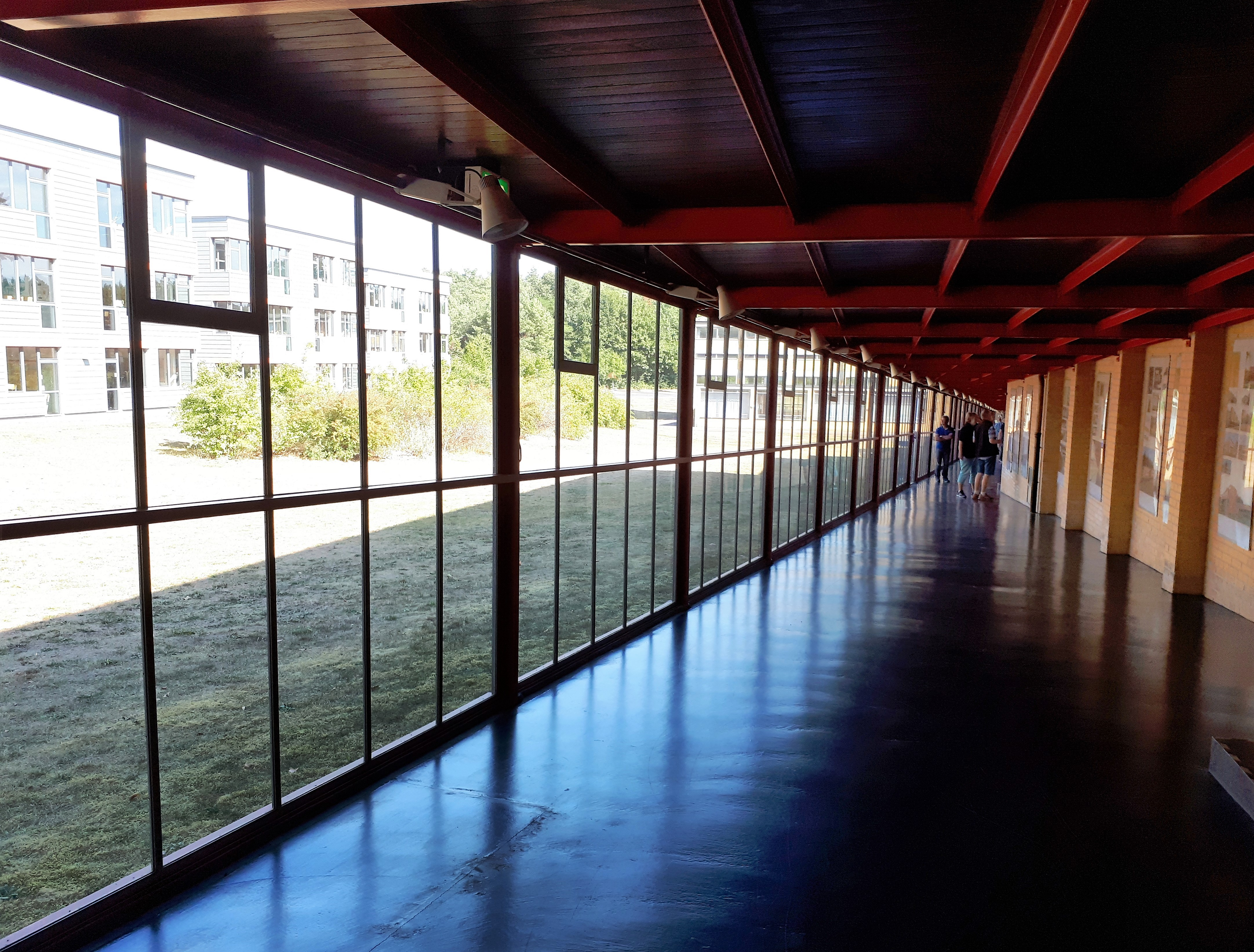
Dãy hành lang kính được xây dựng từ 1928-1930

Để phù hợp với triết lý giảng dạy Bauhaus thông qua kinh nghiệm thực tế và làm việc với ngành công nghiệp, một số sinh viên từ khóa học lý thuyết xây dựng đã tham gia vào dự án, bao gồm Arieh Sharon, Konrad Püschel, Philipp Tolziner, Lotte Stam-Beese và Edmund Collein. 
Khu phức hợp được thiết kế hài hòa với môi trường tự nhiên. Các tòa nhà được bố trí trên khu đất dốc, nhiều cây cối theo một trình tự hợp lý, dựa trên việc sử dụng. Các công trình được xây dựng bằng bê tông cốt thép, tường xây chịu lực, ốp gạch màu vàng.
Trong toàn bộ khu phức hợp, thiết kế của các cửa sổ thường là có kích cỡ lớn kéo dài từ sàn lên đến trần theo phong cách tận dụng tầm nhìn ra ngoài trời. Không giống như tòa nhà Bauhaus Dessau của Walter Gropius, được thiết kế hoàn toàn để tạo hiệu ứng hình ảnh và biểu tượng và có thể trở thành "phòng giam hẹp" vào mùa hè do bề mặt kính lớn của nó, trường ADGB được thiết kế để tránh nóng bằng cách tính đến các góc tránh quỹ đạo chuyển động và thay đổi của mặt trời.
Tòa nhà hai tầng lối vào có tiền sảnh, phòng hội trường, phòng ăn, nhà bếp và khu vực hành chính ở tầng trệt. Có một người chăm sóc căn hộ trên tầng cao nhất. Diện mạo của lối vào đã được thay đổi vào những năm 1950 và những thay đổi này đã được giữ nguyên trong lần trùng tu 2003-2007.
Một hành lang dài được lắp kính chạy từ tòa nhà vào, nối liền 5 dãy nhà ba tầng, 4 trong số đó là ký túc xá của các học viên; dãy còn lại cung cấp không gian chung. Cuối hành lang là một tòa nhà hai tầng có phòng tập thể dục ở tầng trệt và các phòng hội thảo ở trên. Thư viện nằm trong tòa nhà một tầng phía trước.
Bốn khối nhà được phối màu nội thất riêng biệt, lần lượt là xanh dương, xanh lá, vàng và đỏ. Trong mỗi khối nhà 3 tầng, màu sắc nhạt dần khi lên các tầng cao hơn. Điều này được thực hiện để giúp định hướng, vì các học viên thường chỉ ở đó trong các khóa học ngắn hạn và không có nhiều thời gian để tự định hướng. Màu sắc cũng có thể được sử dụng để nhóm các đội lại với nhau trong các môn thể thao và các hoạt động khác. Ngoài ra còn có bốn khu nhà ở của giáo viên và hai ngôi nhà liền kề một tầng. Những con đường xung quanh khu phức hợp được thiết kế để khuyến khích học viên và giáo viên làm quen với nhau khi họ đi bộ giữa các khu vực sinh sống và giảng dạy. Nhà sử học kiến trúc Winfried Nerdinger đã mô tả công trình này như một "kiệt tác của chủ nghĩa chức năng nên thơ".